# FK Radnički Pirot
Maillots
Dernière mise à jour : 23 avril 2022.
Le Fudbalski Klub Radnički Pirot (en serbe : Фудбалски Клуб Раднички Пирот), plus couramment abrégé en Radnički Pirot, est un club serbe de football fondé en 1945 et basé dans la ville de Pirot.

## Personnalités du club

### Présidents du club
- Branko Jovanović
- Bratislav Ćirić

### Entraîneurs du club
| - Čeda Matić (2005) - Marjan Živković (2005 - 2006) - Vladimir Jocić (2006) - Nebojša Vignjević (2006 - 2007) - Cvijetin Blagojević (2007) - Zoran Nikolić (2007) - Miloš Joksić (2007) - Čeda Matić (2008) - Ljubomir Veljković (2008) - Goran Cvetković (2009) | - Slobodan Đošev (2009) - Marjan Živković (2009) - Slobodan Đošev (2010) - Vojkan Aleksić (2010 - 2011) - Radivoje Manić (2011 - 2012) - Milan Stojanoski (2012) - Mile Tomić (2012 - 2013) - Aleksandar Kuzmanović (2013 - 2014) - Vojkan Aleksić (2014 - 2015) - Marjan Živković (2015 - 2017) | - Dražen Dukić (2017) - Goran Lazarević (2017 - 2018) - Aleksandar Kuzmanović (2018) - Marko Vidojević (2018 - 2019) - Dejan Čelar (2019 - 2020) - Nikola Puača (2020 - 2021) - Dragan Perišić (2021) - Marko Vidojević (2021 - ) |